# François Antoine Cunéo d’Ornano
François Antoine Cunéo d’Ornano, né le 20 septembre 1756 à Ajaccio (Corse), mort le 26 août 1840 à Rome (Italie), est un général français.

## États de service
Il entre en service le 28 novembre 1777, comme sous-lieutenant dans le régiment Royal-Corse, et il sert en Bretagne de 1780 à 1785 sous les ordres du comte de Vaux. Il est nommé lieutenant le 28 janvier 1785, et en 1789, il évite au Forez, où il tient garnison les horreurs des excès révolutionnaires. 
Il reçoit son brevet de capitaine le 12 janvier 1792, au 27e régiment d’infanterie de ligne, et il est blessé le 26 décembre 1793, à la bataille de Wissembourg, où il est laissé pour mort sur le champ de bataille, ainsi que le 26 juin 1794, à la bataille de Fleurus. 
Il est nommé chef de bataillon le 20 janvier 1795, à la 53e demi-brigade de ligne, et adjudant-général chef de brigade le 12 août 1799, à l’armée du Danube. En 1799, il est promu général de brigade provisoire par le général Bernadotte, mais cette promotion ne sera jamais confirmée. 
Il est réformé le 23 septembre 1800, en raison de ses très nombreuses blessures, et il est rappelé en activité le 25 janvier 1801, pour prendre les fonctions de commandant d’armes à Antibes. Il est fait chevalier de la Légion d’honneur le 25 mars 1804, et il est mis à la retraite le 19 septembre 1813, à la suite d’une altercation avec le colonel d’Eyssautier sur les remparts d’Antibes.
Rappelé à l’activité le 6 juillet 1814, lors de la Première Restauration, il est fait chevalier de Saint-Louis le 5 novembre 1814, et il est replacé comme commandant d’armes à Antibes le 20 novembre suivant. Le 1er mars 1815, il ferme les portes de la ville à Napoléon de retour de l’île d'Elbe, et une loi du 15 mars 1815, déclare que la garnison d’Antibes a bien mérité de la patrie. 
Pendant les Cent-Jours, il est promu général de brigade le 29 mai 1815, et le 16 juin 1815, il est nommé commandant supérieur de la place de Valence et du département de la Drôme. Il est réadmis à la retraite le 18 août 1816.
Il rejoint à Rome son frère Nicolas, cardinal in pectore, (Ajaccio 1752 -Rome 1824) où il meurt le 26 août 1840.
Il est le grand-père de Gustave Cuneo d'Ornano, député bonapartiste.

## Famille
Vieille famille corse d'origine italienne
Titre: Marquis 
Armes: Parti : au 1 d'argent à deux lions affrontés de gueules enfonçant un coin de sable dans un bloc du même sur une terrasse de sinople ; au 2 de gueules à la tour donjonnée de trois pièces d'or.
Devise : Sbuco et brucio

## Sources
- « La Famille Cuneo d'Ornano (généalogie, biographies, bibliographie), d'après des documents authentiques »
- (en) « Generals Who Served in the French Army during the Period 1789 - 1814: Eberle to Exelmans »
- Thierry Pouliquen, « Les généraux français et étrangers ayant servis [sic] dans la Grande Armée » (consulté le 28 juillet 2015)
- L'Investigateur : journal de l'Institut historique, Paris, Institut historique, 1863, p. 161.
- « Cote LH/640/12 », base Léonore, ministère français de la Culture
- Léon Hennet, Etat militaire de France pour l’année 1793, Siège de la société, Paris, 1903, p. 76.
- Arthur Chuquet, Ordres et apostilles de Napoléon (1799-1815), volume 1, paris, librairie ancienne Honoré Champion, 1911, p. 340
- A. Lievyns, Jean Maurice Verdot, Pierre Bégat, Fastes de la Légion-d'honneur, biographie de tous les décorés accompagnée de l'histoire législative et réglementaire de l'ordre, Tome 4, Bureau de l’administration, 1844, 640 p. (lire en ligne), p. 319.